# Incidente del Dai Hong Dan
El incidente de Dai Hong Dan fue un incidente ocurrido el 29-30 de octubre de 2007. Este incidente empezó cuando el carguero norcoreano MV Dai Hong Dan fue atacado y secuestrado por piratas somalíes frente a las costas de Somalia. Al día siguiente, la tripulación del carguero, con el apoyo de la marina estadounidense, venció a los piratas.

## Incidente
Inició el 29 de octubre de 2007, terminó el día siguiente.

### Día 1
Un grupo de piratas somalíes abordó y capturó el carguero norcoreano Dai Hong Dan. Según fuentes norcoreanas, el barco había descargado su cargamento en la capital somalí cuando siete piratas armados (disfrazados de guardias) abordaron el barco, retuvieron a los 22 marineros de la tripulación en la sala de mando y en la sala de máquinas.
Posteriormente, obligaron al barco a hacerse a la mar y exigieron un rescate de 15 000 dólares estadounidenses. Se movieron unas 112 km al noreste de la capital somalí, Mogadiscio.

### Día 2
Al día siguiente, respondiendo a la señal de socorro del buque, el destructor estadounidense USS James E. Williams se acercó al barco y desplegó un helicóptero SH-60B Seahawk y un equipo VBSS (Visit, board, search, and seizure; En español: visita, abordaje, búsqueda e incautación) para asegurar la zona. Mientras tanto, los marineros norcoreanos atacaron a sus captores y se apoderaron de algunas armas. El tiroteo que siguió fue prolongado y resultó en la derrota de los piratas y la victoria de la alianza norcoreana-estadounidense.
Dos piratas murieron en el enfrentamiento, tres resultaron heridos y los demás fueron capturados. Seis marineros coreanos fueron heridos, tres requirieron tratamiento médico, que fue proporcionado por personal médico estadounidense. Ningún marinero coreano ni militar estadounidense murió.

## Consecuencias
La prensa de Corea del Norte (KCNA) emitió una declaración positiva sin precedentes, expresando gratitud a los Estados Unidos por su ayuda, y enfatizando la exitosa colaboración entre Estados Unidos y Corea del Norte durante el incidente.
Queda este incidente como un caso anecdótico de exitosa colaboración entre Estados Unidos y Corea del Norte.